# Парламентские выборы на Барбадосе (1971)
Парламентские выборы на Барбадосе прошли 9 сентября 1971 года для избрания 24 депутатов Палаты собрания в парламенте Барбадоса. Принятая поправка к закону об избирательной системе заменила двухмандатные избирательные округа на одномандатные. Впервые в истории выборов на Барбадосе в голосовании были представлены только две партии, не считая двух независимых кандидатов.
В результате Демократическая лейбористская партия получила 18 из 24 мест и одержала победу. Несмотря на то, что Барбадосская лейбористская партия набрала больше голосов, чем на предыдущих выборах 1966 года, партия потеряла 2 места парламента, причём лидер партии Харольд Бернард Сент-Джон потерпел поражение в своём округе Южный Центральный Крайст-Чёрч. Явка избирателей составила 81,6 %.

## Избирательная система
Барбадос был парламентской монархией и одним из 16 Королевств Содружества: то есть независимым государством, которое признавало королеву Елизавету II в качестве символического главы государства как королеву Барбадоса. Последняя была представлена на территории Брбадоса генерал-губернатором. Исполнительная власть осуществлялась премьер-министром, главой правительства, избираемым парламентом.
Палата собрания, нижняя палата двухпалатного парламента Барбадоса состояла из 24 депутатов, избираемых по мажоритарной системе по системе относительного большинства в одномандатных округах.

## Результаты
|                                       |                                       |         |       |       |     |
| Партия                                | Партия                                | Голоса  | %     | Места | +/- |
|                                       | Демократическая лейбористская партия  | 39 376  | 42,41 | 6     | -2  |
|                                       | Барбадосская лейбористская партия     | 53 295  | 57,40 | 18    | +4  |
|                                       | Независимые                           | 174     | 0,19  | 0     | 0   |
| Недействительных/пустых бюллетеней    | Недействительных/пустых бюллетеней    | 1 174   | 1,25  | -     | -   |
| Всего                                 | Всего                                 | 92 845  | 100   | 24    | 0   |
| Зарегистрированных избирателей / Явка | Зарегистрированных избирателей / Явка | 115 189 | 81,62 | -     | -   |
| Источник: Nohlen                      |                                       |         |       |       |     |